# Рэтрей, Девин
Девин Д. Рэтрей (англ. Devin Ratray; род. 11 января 1977, Нью-Йорк) — американский актёр, музыкант и исполнитель песен, ставший известным после выхода на экран фильмов «Один дома» и «Один дома 2: Потерявшийся в Нью-Йорке».

## Биография
Девин Рэтрей родился в Нью-Йорке в семье Энн Уиллис и Питера Рэтрея. Впервые он появился на экране в девятилетнем возрасте. Это был фильм «Где дети?», снятый в 1986 году. Девину давали главные роли, как и другим молодым актёрам до исполнения им роли старшего брата Кевина Маккаллистера — Базза в фильме «Один дома», ставшей для него пиком популярности. В этой роли он также был утверждён в продолжении фильма, выпущенному киностудией «20th Century Fox» к 1992 году — «Один дома 2: Потерявшийся в Нью-Йорке» о путешествии семьи Маккаллистеров от Майами до Нью-Йорка. В 2021 вернулся к этому образу в ребуте «Один дома (фильм, 2021)».
Рэтрей играл второстепенных персонажей в «Маленькие чудовища» (в роли хулигана Ронни Коулмэна), «Деннисе-мучителе»(в роли приятеля одной из приходящих нянь Денниса Микки) и эпизодическую в «Полицейских под прикрытием» (в роли Мартина). Следующей ролью для него было участие в фильме «Принц и я» (в роли компьютеро-зависимого соседа Скотти). Актёр постоянно был занят работой на MTV в сериале «Damage Control», и в особенности в качестве директора эротического фильма под названием «Crazy Motor Hos», в котором носил форму военно-морского капитана. Рэтрей появился в эпизоде сериала «Закон и порядок» в роли психически больного убийцы Ричарда Элама. Значительно позже в этом же сериале он выступил в роли антагониста. В его кинокарьере был образ шепелявящего лабораторного ассистента в фильме «Скользкий путь» (2006) был и Джимми Линк в «Последовательном» (2007). В 2009 году на широкий экран вышел фильм «Суррогаты» с Рэтреем в роли Бобби Сондерса.
В конце 2007, документальная съёмочная группа следовала за попытками Рэтрея покорить сердце госсекретаря США Кондолизы Райс. Он использовал «любовные диски» — любовные письма, положенные на музыку с видеоизображением — для исполнения серенады, которые отправились из Нью-Йорка, в Алабаму, Денвер, Пало-Альто и Вашингтон, округ Колумбия, чтобы ухаживать за нею. Получился фильм «Ухаживая за Конди». Также снялся в одной из серии («Настоящие охотники за привидениями») сериала «Сверхъестественное».
Рэтрей конкурировал в игровом шоу Cash Cab и впоследствии проиграл.
В 2011 Рэтрей играл менеджера по общим фондам, пойманного в ловушку в лифте Уолл-стрит с восемью незнакомцами в приостановленном триллере «Лифт».
Рэтрей в 2013 играл Коула в фильме «Небраска», Бена Гэффни в «Катастрофе» и появился в «Призрачном патруле».
Рэтрей состоит в музыкальной группе, образованной им и первоначально названной «Маленький Билл и Бэклийцы», в которой он выступает как автор, вокалист и гитарист. Группа выступает с концертами в городе, где была создана — в Нью-Йорке. В 1994 году закончил среднюю школу музыки, искусства и исполнительских дисциплин им. Фьорелло Ла Гуардия.

## Фильмография
| Год       |     | Русское название                                      | Оригинальное название                 | Роль                     |
| --------- | --- | ----------------------------------------------------- | ------------------------------------- | ------------------------ |
| 1986      | ф   | Где дети?                                             | Where Are the Children?               | Нил Кини                 |
| 1987      | тф  | Если сегодня вторник, это всё ещё должна быть Бельгия | If It's Tuesday, This Must Be Belgium | имя персонажа неизвестно |
| 1988      | ф   | Речные пираты                                         | Good Old Boy: A Delta Boyhood         | Бубба                    |
| 1988      | ф   | Зитс                                                  | Zits                                  | Оскар                    |
| 1989      | с   | Хартленд                                              | Heartland                             | Гас Стаффорд             |
| 1989      | ф   | Маленькие чудовища                                    | Little Monsters                       | Ронни Колеман            |
| 1989      | ф   | Это пари стоит выиграть                               | Worth Winning                         | Говард Ларимор мл.       |
| 1990      | ф   | Один дома                                             | Home Alone                            | Базз Маккаллистер        |
| 1991      | тф  | Идеальная гармония                                    | Perfect Harmony                       | Шелби                    |
| 1992      | ф   | Один дома 2: Потерявшийся в Нью-Йорке                 | Home Alone 2: Lost in New York        | Базз Маккаллистер        |
| 1993      | ф   | Деннис-мучитель                                       | Dennis the Menace                     | Микки                    |
| 1995—2006 | с   | Закон и порядок                                       | Law & Order                           | Ричард Элам              |
| 1996      | с   | Полицейские под прикрытием                            | New York Undercover                   | Мартин                   |
| 1997      | ф   | Сильные островитяне                                   | Strong Island Boys                    | Кэл                      |
| 2001      | кор | Билл                                                  | The Bill                              | бандит                   |
| 2002      | с   | Третья смена                                          | Third Watch                           | Майк                     |
| 2004      | ф   | Принц и я                                             | The Prince & Me                       | Скотти                   |
| 2004      | с   | Закон и порядок: Преступное намерение                 | Law & Order: Criminal Intent          | Кенни Майлз              |
| 2006      | ф   | Скользкий путь                                        | Slippery Slope                        | лабораторный ассистент   |
| 2006      | с   | Убеждение                                             | Conviction                            | Пит Гаррисон             |
| 2007      | ф   | Последовательный                                      | Serial                                | Джимми Линк              |
| 2007      | ф   | Сладкая полночь                                       | The Cake Eaters                       | Джей Джей                |
| 2008      | док | Ухаживая за Конди                                     | Courting Condi                        | играет самого себя       |
| 2009      | тф  | Суперагент                                            | The Superagent                        | ведущий                  |
| 2009      | ф   | 2 боба                                                | The 2 Bobs                            | горизонтальный боб       |
| 2009      | ф   | Сезон побед                                           | The Winning Season                    | офицер безопасности      |
| 2009      | ф   | Суррогаты                                             | Surrogates                            | Бобби Сондерс            |
| 2009      | ф   | Летающие ножницы                                      | The Flying Scissors                   | Рок                      |
| 2009      | ф   | Точка разлома                                         | Breaking Point                        | Кевин                    |
| 2010      | тф  | Грязная работа                                        | Odd Jobs                              | Джо Бэннон               |
| 2011      | с   | Закон и порядок: Специальный корпус                   | Law & Order: Special Victims Unit     | Элдон Бэлоу              |
| 2011      | ф   | Лифт                                                  | Elevator                              | Мартин                   |
| 2012      | с   | Хорошая жена                                          | The Good Wife                         | Кевин Костас             |
| 2013      | ф   | Побочный эффект                                       | Side Effects                          | пациент                  |
| 2013      | ф   | Катастрофа                                            | Blue Ruin                             | Бен Гэффни               |
| 2013      | ф   | Небраска                                              | Nebraska                              | Коул                     |
| 2013      | ф   | Призрачный патруль                                    | R.I.P.D.                              | Пуласки                  |
| 2013      | с   | В поле зрения                                         | Person of Interest                    | Beat Cop                 |
| 2014      | с   | Американское образование                              | An American Education                 | Рон Гельман              |
| 2015      | с   | Агент Картер                                          | Agent Carter                          | Шелдон Макфи             |
| 2015      | ф   | Строительство                                         | Construction                          | Рэй                      |
| 2015      | ф   |                                                       | The Lennon Report                     | Фил Бернштейн            |
| 2015      | ф   |                                                       | 3rd Street Blackout                   | Адам Даддарио            |
| 2016      | ф   | Зачинщики                                             | Masterminds                           | Ранни                    |
| 2021      | ф   | Один дома                                             | Home Sweet Home Alone                 | Базз Маккалистер (камео) |
| 2022      | ф   | Кими                                                  | KIMI                                  | Кевин                    |
| 2022      | с   | Лучше звоните Солу                                    | Better Call Saul                      | Alfred Hawthorne Hill    |